# Michiel Coxcie
Michiel Coxcie, né vraisemblablement à Malines en 1499 et y décédé le 10 mars 1592, est un peintre primitif flamand. D'autres variantes de son nom sont Coxien, De Coxien, De Coxcie, Coxius, Van Coxcie et Coxie. Il se peut cependant que son lieu de naissance soit la ville de Liège.

## Biographie
Mort à l'âge de 92 ans, Coxcie a été très populaire à son époque. Connu par le surnom du Raphaël du Nord, Coxcie a été un des premiers peintres du Nord de l'Europe à s’intéresser à la Renaissance italienne. Il voyagea en Italie aux alentours de 1520 pour y rester environ une décennie. Pendant son séjour, il rencontrera les grands maîtres de l'époque.

## Œuvres
Michiel Coxcie peint des portraits et des scènes religieuses et conçoit également des cartons pour vitraux et tapisseries. Il voyage en Italie et introduit dans les régions du Nord de l'Europe le style de peinture romanisant épuré. Ses premiers travaux sont donc fortement influencés par la Haute Renaissance italienne, en particulier par Raphaël. Il est d'ailleurs parfois appelé le Raphaël flamand. Il a été nommé peintre de cour par Philippe II d'Espagne de la Maison des Habsbourg. Coxcie a aussi copié des tableaux, notamment de Jan Van Eyck (L'Agneau mystique) et de Rogier van der Weyden (La Descente de Croix).
En octobre 2013, la première rétrospective sur l'œuvre du peintre a lieu au Musée M de Louvain en Belgique.

### Dans les collections muséales
- Béziers : Portrait d'une dame à la coiffe blanche.
- Douai : La Grotte de Platon.
- Madrid, Musée du Prado : La Mort d'Abel, La Mort de la Vierge.
- Malines : Torture de Saint George
- Louvain : Autoportrait, en saint Joris (partie d'un triptyque)
- Clermont-Ferrand, Musée d'Art Roger-Quilliot : Le Christ tenant sa croix
- Saint-Pétersbourg, Musée de l'Ermitage : L'Annonciation

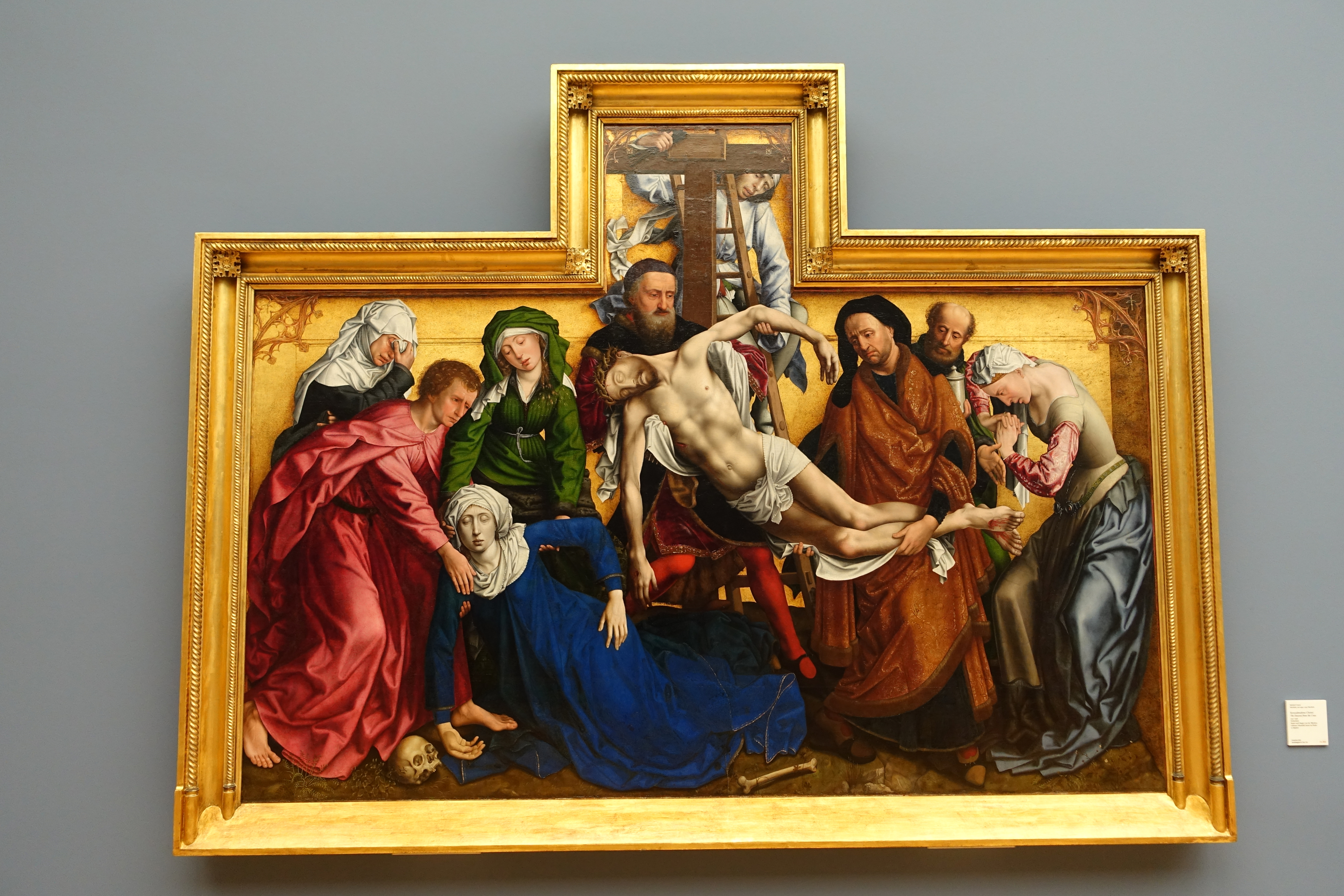
Descente de la croix, Bode-Museum, Berlin
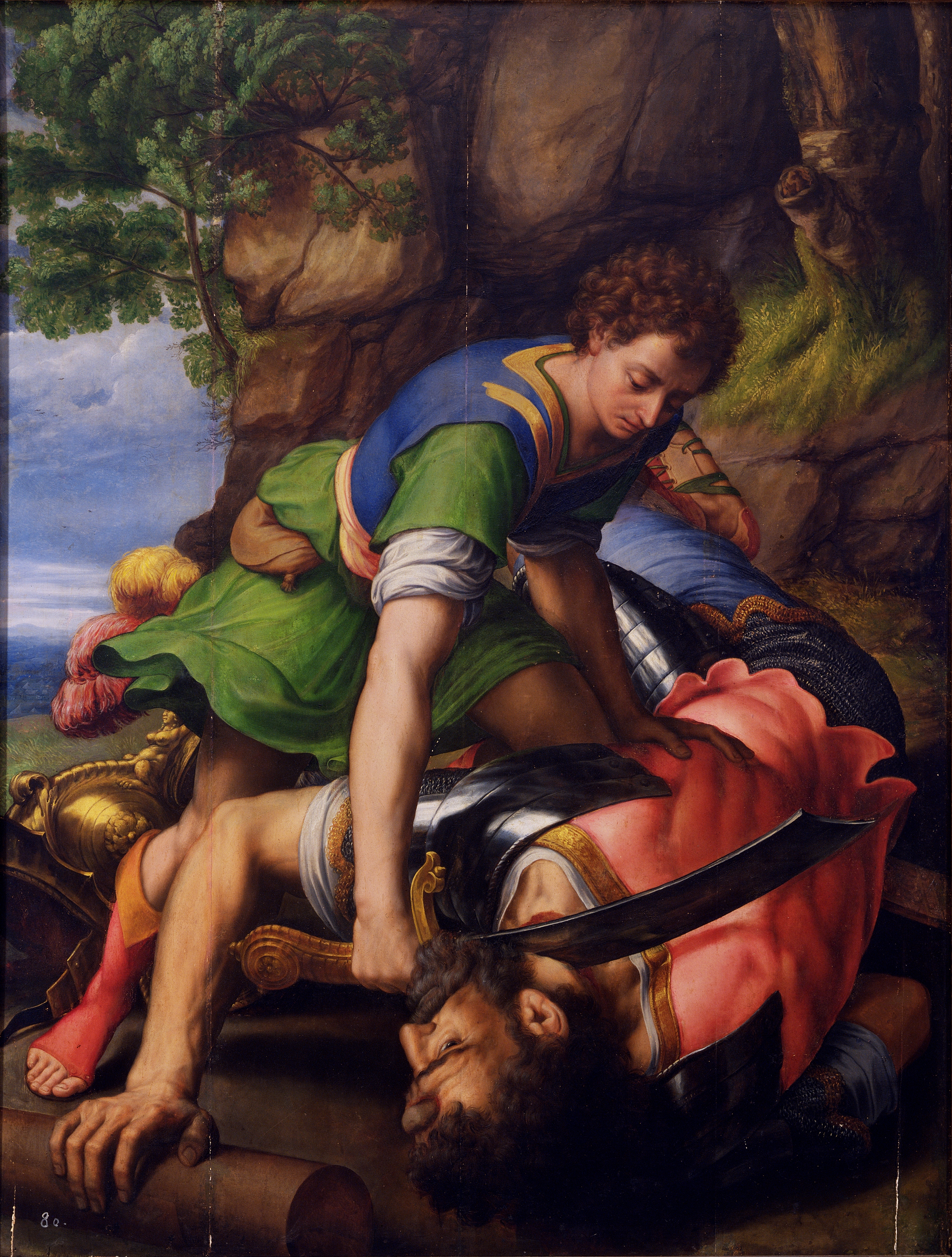
David et Goliath, Escurial, Madrid
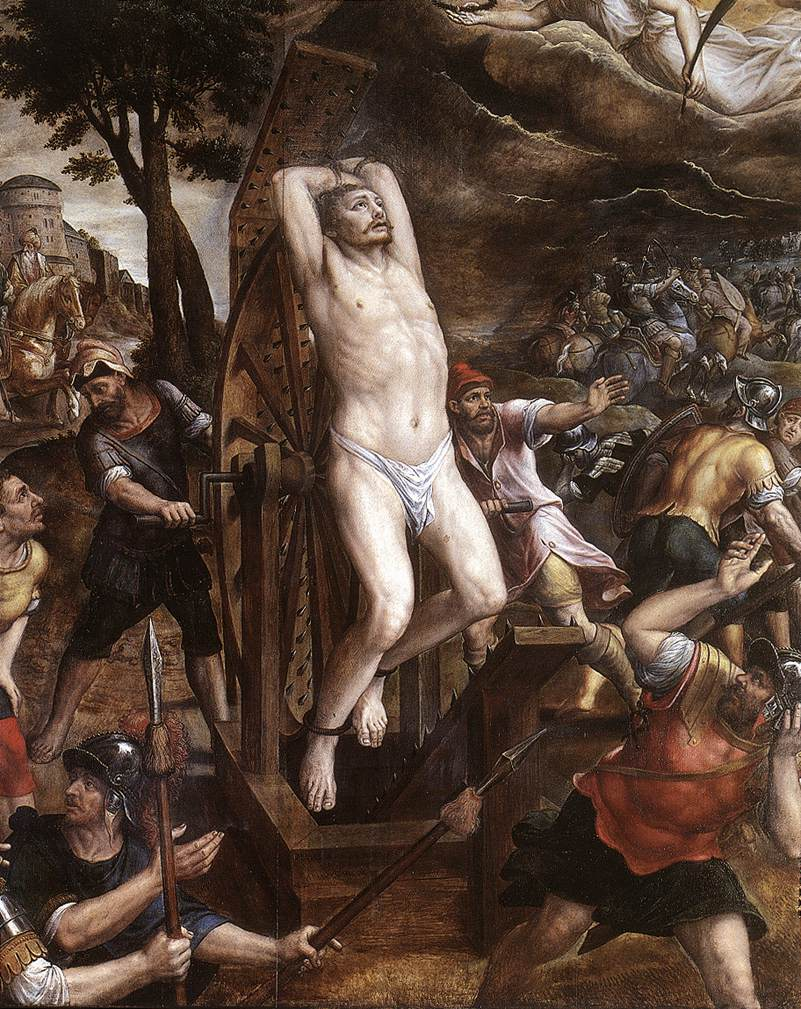
Détail de Torture de Saint George
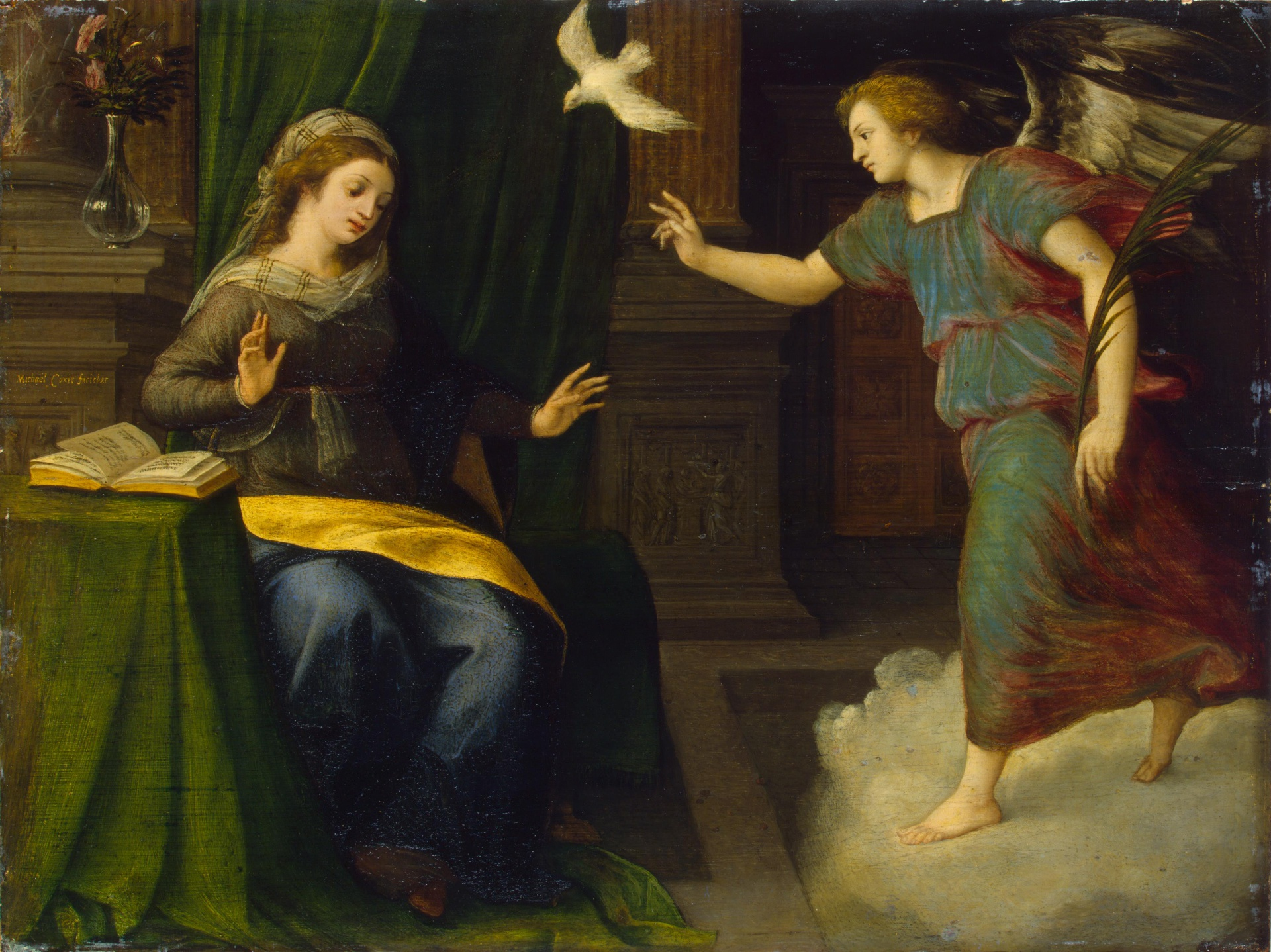
Annonciation
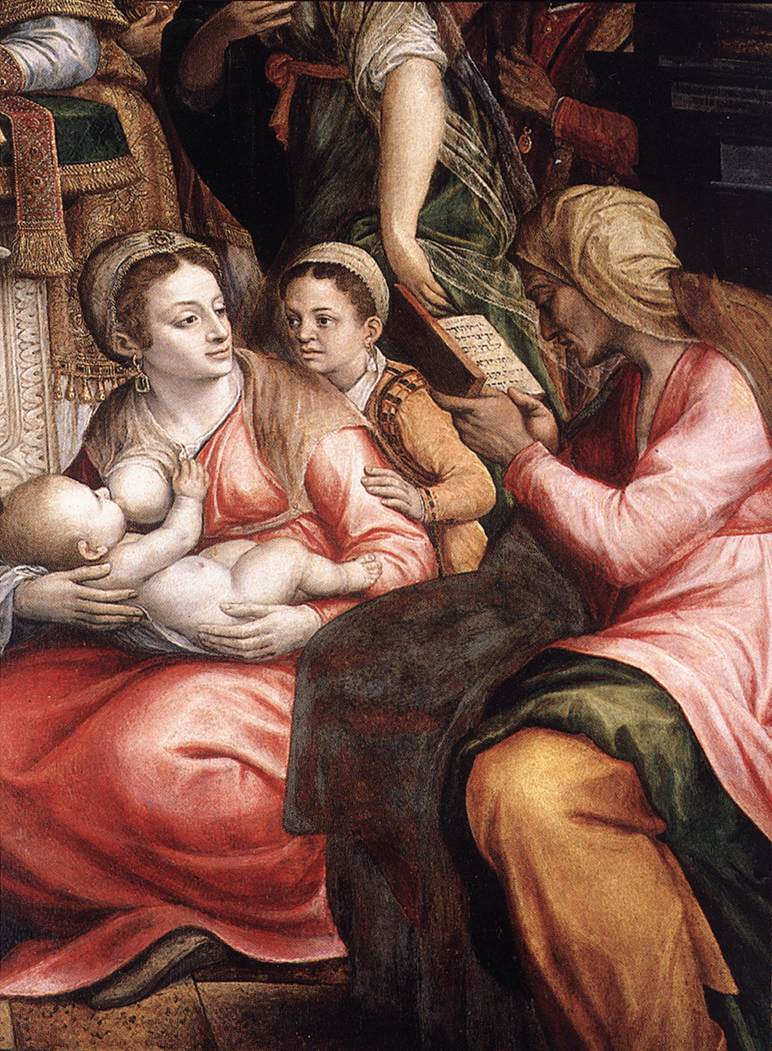
Détail de la Circoncision du Christ, Cathédrale Saint-Rombaut, Malines
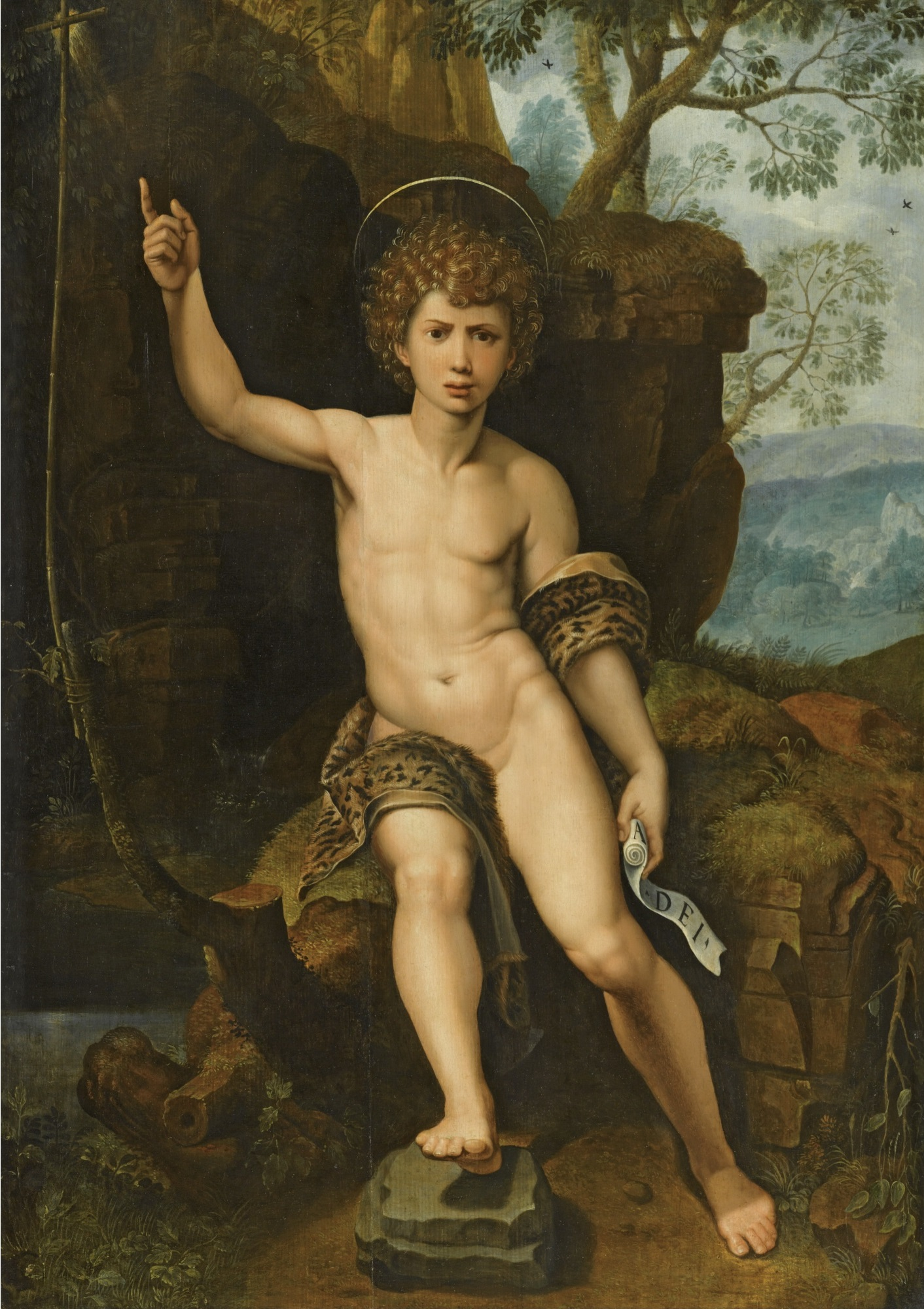
Saint Jean Baptiste
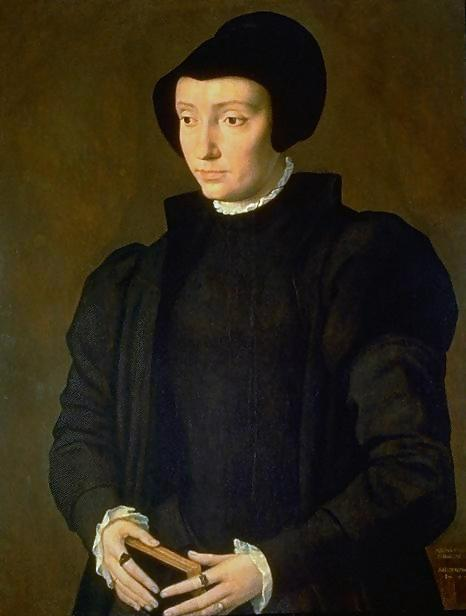
Christine du Danemark, Allen Memorial Art Museum, Ohio
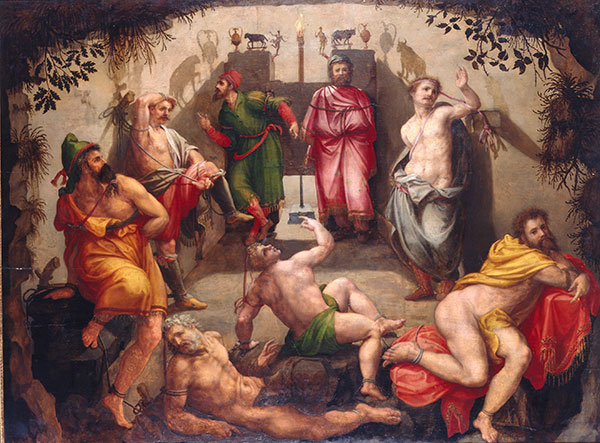
La Grotte de Platon, attribué à Michiel Coxcie, milieu du XVIe siècle. Huile sur bois de peuplier. Musée de la Chartreuse, Douai